# 亞歷山大·若爾科夫斯基
亚历山大·康斯坦丁诺维奇·若爾科夫斯基（1937年9月8日—），前苏联及美国语言学家、文学评论家、作家和教师。其著作主要关于索马里语言研究，理论语义学和诗学的研究，文艺小说，回忆录散文等。系前苏联教育体系下的文学副博士学位。

## 生平
其母亲，系音乐学家捷波拉（帕维娜）·谢苗诺娃·雷波科娃（1904年于基辅出生，去世于1954年，莫斯科），莫斯科音樂學院的毕业生（1930年毕业），前苏联艺术史副博士，曾在音乐学院及莫斯科音乐学院附属中学教授音乐史；其父亲，康斯坦京·普拉东诺维奇·茹科夫斯基（1904-1938）死于白海，当时亚历山大·茹科夫斯基还不到一岁 。亚历山大·茹科夫斯基由继父，音乐学家列夫·阿布拉马维奇·马泽列夫养大。其姥爷和姥姥——谢苗·萨拉莫诺维奇·雷巴科夫博士和牙科医生索菲亚·叶菲莫夫娜·设伊尼斯雷巴科夫娃死於德国占领烏克蘭期间的娘子谷大屠杀。小时候，亚历山大·茹科夫斯基住在其姥姥的哥哥（另一个兄弟是医学和法学双料博士）家。
亚历山大·茹科夫斯基毕业于莫斯科国立大学语言学院的罗曼德语系（1959年）。曾是莫斯科国立教育学院机器翻译实验室的一名员工（1960-1974年），他在其中积极参与了“意义↔文本”模型的开发（与梅里秋科一起）。他通过函授的方式，毕业于莫斯科国立大学东方语言研究所（导师奥霍金），虽然他于1968年，签署了支持前苏联被捕异议人士的信件，而受到了有关部门的行政障碍。但在1969年，他还是成功为他的副博士学位论文《索马里语中一个独立的肯定句的句法》答辩。在此基础上，他出版了《索马里句法》专著（1971年），是在“意义↔文本”模型的意识形态框架内进行的。
在1974年，他被莫斯科国立教育学院开除，他辗转移居到“信息电子学”研究所（由阿普列先领衔）工作 。在当时，有很多“不靠谱”的前苏联语言学家都在那里工作。
1979年，他移居到阿姆斯特丹大学任教。自1980年在美国康奈尔大学俄罗斯文学系教书。自1983年以来则在洛杉矶的南加州大学任教。至今生活在圣莫尼卡城。
他曾与记者伊琳娜（生于1937年）成婚，后者后来嫁给了人权活动家金·吉堡。其现任妻子是文学评论家帕诺娃（生于1969年）  。

## 科研活动
与梅里秋科共同撰写了有关“词汇功能”和“解释性组合词典”等一系列著作（于1984年在维也纳全面出版）。自1970年代中期以来，研究结构诗学。和肖克洛夫合作，发展出了，所谓的表现主义诗学。后期的文学评论和文学作品主要是后结构主义，“解构”和“解神话化”的类型。亚历山大·茹科夫斯基还是有关巴别尔的专著（与扬波斯基和佐申科一起）和回忆录《 埃洛希波德》等增补集的作者。
学术期刊如“新文学评论”等的编委会成员。